# José Rubén Zamora Marroquín
 (mars 2023).
La mise en forme du texte ne suit pas les recommandations de Wikipédia : il faut le « wikifier ».
Les points d'amélioration suivants sont les cas les plus fréquents. Le détail des points à revoir est peut-être précisé sur la page de discussion.
- Les titres sont pré-formatés par le logiciel. Ils ne sont ni en capitales, ni en gras.
- Le texte ne doit pas être écrit en capitales (les noms de famille non plus), ni en gras, ni en italique, ni en « petit »…
- Le gras n'est utilisé que pour surligner le titre de l'article dans l'introduction, une seule fois.
- L'italique est rarement utilisé : mots en langue étrangère, titres d'œuvres, noms de bateaux, etc.
- Les citations ne sont pas en italique mais en corps de texte normal. Elles sont entourées par des guillemets français : « et ».
- Les listes à puces sont à éviter, des paragraphes rédigés étant largement préférés. Les tableaux sont à réserver à la présentation de données structurées (résultats, etc.).
- Les appels de note de bas de page (petits chiffres en exposant, introduits par l'outil «  Source ») sont à placer entre la fin de phrase et le point final[comme ça].
- Les liens internes (vers d'autres articles de Wikipédia) sont à choisir avec parcimonie. Créez des liens vers des articles approfondissant le sujet. Les termes génériques sans rapport avec le sujet sont à éviter, ainsi que les répétitions de liens vers un même terme.
- Les liens externes sont à placer uniquement dans une section « Liens externes », à la fin de l'article. Ces liens sont à choisir avec parcimonie suivant les règles définies. Si un lien sert de source à l'article, son insertion dans le texte est à faire par les notes de bas de page.
- La présentation des références doit suivre les conventions bibliographiques. Il est recommandé d'utiliser les modèles {{Ouvrage}}, {{Chapitre}}, {{Article}}, {{Lien web}} et/ou {{Bibliographie}}. Le mode d'édition visuel peut mettre en forme automatiquement les références.
- Insérer une infobox (cadre d'informations à droite) n'est pas obligatoire pour parachever la mise en page.

Pour une aide détaillée, merci de consulter Aide:Wikification.
Si vous pensez que ces points ont été résolus, vous pouvez retirer ce bandeau et améliorer la mise en forme d'un autre article.
José Rubén Zamora Marroquín (né le 19 août 1956 ) est un ingénieur, un homme d'affaires, et un journaliste, membre fondateur de trois journaux guatémaltèques : Siglo Veintiuno (es)  en 1990, El Periódico en 1996 et Nuestro Diario (es) en 1998.
Il devient le journaliste le plus renommé de son pays en raison de ses enquêtes sur la corruption au Guatemala.
Le 29 juillet 2022, José Rubén Zamora a été arrêté pour blanchiment d'argent. Cette arrestation a été considérée comme des représailles pour sa couverture de la corruption présumée du gouvernement et a été largement condamnée à l'échelle nationale et internationale.
Il est condamné à six années de prison à l'issue de son procès. Au cours de la procédure, deux de ses avocats ont également été incarcérés et les deux autres ont démissionné en raison des menaces. Le quotidien El Periódico est contraint de cesser sa publication, tandis que huit autres de ses journalistes font l'objet de poursuites judiciaires.

## Biographie
À l'âge de 17 ans, José Rubén Zamora commence à travailler comme journaliste pour le journal La Hora. Il est diplômé en tant qu'ingénieur industriel de l'Université de San Carlos et titulaire d'une maîtrise en administration des affaires avec une spécialisation en banque et finance de l'INCAE. Il est également diplômé du programme de sciences politiques et sociales de l'université pontificale de Salamanque.
En 1986, il fonde ANC, une société de production de documentaires et d'actualités.
Parmi les postes qu'il a occupés, il a été directeur du Comité national de l'Institut centraméricain d'administration des affaires — INCAE —, président de la Commission de recherche, d'analyse et de planification de la Chambre d'industrie du Guatemala, directeur de la Chambre de commerce du Guatemala et membre du Conseil monétaire de la Banco de Guatemala.
En 1990, il crée son premier journal, Siglo Veintiuno, qui se donne pour objectif de rendre compte de problèmes quelque peu risqués, tels que le trafic de drogue, les violations des droits de l'homme, la guérilla et la corruption présumée au sein du gouvernement du président Jorge Serrano Elías. En raison de ce type de couverture, Zamora et le reste de l'équipe du journal ont été la cible de menaces de mort et d'agressions physiques.
En 1993, le Guatemala connaît une crise constitutionnelle — connue sous le nom de « Serranazo » — au cours de laquelle le président Serrano dissous la Cour constitutionnelle (es). Pendant les dix jours que dura cette crise, Jorge Serrano Elías tente de manipuler la presse en exerçant une forte censure. En réponse à cette situation, José Rubén Zamora change temporairement le nom du quotidien en Siglo Catorce et publie le journal avec de grands blocs noirs couvrant la grande majorité des articles. Dans le cadre de cette campagne, il a également faxé des versions non censurées de la question aux médias des pays voisins. Cette édition a été reconnue par l'Institut international de la presse (IPI) comme un facteur important dans la chute de Serrano et sa fuite ultérieure du pays, permettant la restauration de la démocratie au Guatemala.
En 1995, Zamora et l'équipe de Siglo Veintiuno reçoivent le Prix international de la liberté de la presse du « Comité pour la protection des journalistes », qui reconnaît la valeur de la défense de la liberté d'expression malgré les attaques, les menaces ou l'emprisonnement. La même année, Zamora remporte le prix Maria Moors Cabot décerné par l'Université de Columbia « pour la promotion de la liberté de la presse et de la compréhension interaméricaine. »
En mai 1996, Zamora démissionne de son poste chez Siglo Veintiuno après un désaccord avec le conseil d'administration.
En 2000, Zamora a également été nommé l'une des 50 personnalités mondiales du journalisme du XXe siècle par l'Institut international de la presse. Ce dernier prix a été décerné en partie parce que « Zamora et 'Siglo Veintiuno étaient à l'avant-garde de la résistance civile qui a forcé le président Jorge Serrano Elías à démissionner après avoir tenté de s'établir comme dictateur en 1993. »
La Fondation John S. et James L. Knight lui a décerné son prix international de journalisme en 2003.
Au Guatemala, il a été reconnu comme ingénieur distingué par le Collège guatémaltèque des ingénieurs en 2014 et comme diplômé illustre de l'Université de San Carlos de Guatemala en 2015. Il a également reçu le prix Myrna Mack pour la défense des droits de l'homme qui a été accordée par le Médiateur des droits de l'homme du Guatemala en 2015.
Le 29 juillet 2022, José Rubén Zamora est arrêté par la police nationale civile guatémaltèque à la suite d'un mandat d'arrêt délivré par un juge, sous l'accusation d'avoir demandé et reçu de l'argent de Ronald García Navarijo, un ancien banquier qui l'a accusé d'extorsion de fonds. Il a été inculpé pour blanchiment d'argent, chantage, trafic d'influence, sollicitation et complot en vue de blanchir de l'argent et d'autres avoirs. En outre, Samari Carolina Gómez, une ancienne procureure, a été arrêtée sous l'accusation d'avoir révélé des informations confidentielles sur les poursuites à l'encontre de Zamora par l'intermédiaire de l'ancien procureur Juan Francisco Sandoval (es).

## Crédit d’auteurs
- (es) Cet article est partiellement ou en totalité issu de l’article de Wikipédia en espagnol intitulé « José Rubén Zamora Marroquín » (voir la liste des auteurs).